# 김연호
김연호(金然虎, 1953년 2월 2일 ~ )는 대한민국의 제4·5대 부산광역시 금정구의원이다.

## 학력
- 영산대학교 법무대학원 법학 석사

## 경력
- 2003.10 ~ 2006.06 제4대 부산광역시 금정구의회 의원
- 2003.10 ~ 2004.07 제4대 부산광역시 금정구의회 전반기 기획총무위원회 위원
- 2004.07 ~ 2006.06 제4대 부산광역시 금정구의회 후반기 의회운영위원회 간사
- 2004.07 ~ 2006.06 제4대 부산광역시 금정구의회 후반기 주민도시위원회 위원
- 2006.07 ~ 2010.06 제5대 부산광역시 금정구의회 의원
- 2006.07 ~ 2008.07 제5대 부산광역시 금정구의회 전반기 사회도시위원회 위원장
- 2008.03.19 한나라당 탈당
- 2009.02.02 한나라당 복당
- 2008.07 ~ 2010.06 제5대 부산광역시 금정구의회 후반기 기획총무위원회 위원
- 국제연맹합기회 부산광역시 본부장
- 한나라당 부산시당 홍보위원회 부위원장

## 역대 선거 결과
|  | 61.9% |

|  | 40.31% |

|  | 21.43% |